# Баалремег
Баалремег (Баал-Термег, Баалмег) (*д/н — бл. 1193 до н. е.) — цар міста-держави Тіру 1230/1220—1193 роках до н. е.

## Життєпис
Син або інший родич царя Арібаала. Посів трон між 1230 і 1220 роками до н. е. Письмово єдиний раз згадується у листуванні (зберігається в амарнському архіві, папірус Anastasi III) фараона Мернептаха до давньоєгипетського намісника в Палестині і Фінікії, резиденція якого була в Газі.
В цей час ймовірно посилився наступ племен «народів моря» на чолі із пелестен. Інформував єгиптян про їх наступ. Перебіг боротьби достеменно невідомий, але відомо, що племена «народів моря» близько 1200 року до н. е. завдали суттєвого удару Тіру, сплюндрували його околиці. Напевне, влада царя трималася лише на власне острові і цитаделі. Втім зумів зберегти владу над Тіром (можливо, мусив платити данину пелестенам), померши до 1193 року до н. е. Трон спадкував його родич Баал-....